# Trojí lid

Duchovní, rytíř a rolník zastupují v malbě středověkého rukopisu tři stavy

Schéma trojího lidu je dobová představa o složení raně středověké křesťanské společnosti, zformovaná učenci západní Evropy kolem roku 1000. Boží lid podle jejich představ sestává ze tří řádů: 
- z těch, kdo se modlí – kněží (oratores),
- těch, kdo pracují na sebe i na druhé – venkovského lidu (laboratores), a
- těch, kdo bojují, aby chránili toho, kdo se modlí a obdělává půdu – válečníků (bellatores).[1]

Celá teorie se shrnovala do známého úsloví Ty se modli, ty ochraňuj, ty pracuj (latinsky Tu ora, tu protege, tu labora).

## Společnost trojího lidu – představa a realita
Poprvé se představa o společnosti trojího lidu objevila zřejmě v překladu spisu pozdně antického filozofa Boëthia O útěše z filozofie, který pořídil koncem 9. století anglosaský král Alfréd Veliký. Podle něho král potřebuje „muže, kteří se modlí, muže, kteří jezdí na koni, a muže, kteří pracují“. Počátkem 11. století se tato idea objevila znovu v propracovanější podobě například u Aelfrica, Wulfsata a především u lyonského biskupa Adalbera. V básni, věnované kolem roku 1020 francouzskému králi Robertovi II, vyjadřuje onu všeobecně známou definici trojího lidu: Společnost věřících je jediným tělem, nicméně toto tělo rozděleno do tří částí. Příslušníci jedné bojují (šlechtici), druzí se modlí a třetí pracují (nevolníci).
Trojčlennost je dům Boží, jejž si představujeme jako jednotu:
Jedni se modlí, jiní bojují a ostatní pracují.
Tito tři jedno jsou a nestrpí žádného rozkolu.
Úkoly jedné skupiny obšťastňují i obě další,
ve vzájemném podílu povinností sílí útěcha všech.
Významný francouzský medievalista Jacques Le Goff si ve své knize Kultura středověké Evropy klade otázku, jaký má toto schema vztah k realitě a zda vyjadřuje skutečně existující strukturu západoevropské společnosti raného středověku. Podle jeho názoru se tato koncepce vynořila v okamžiku, kdy "podle všeho vyhovuje vývoji západoevropské společnosti." V 8.–9. století se zformovala třída šlechtických válečníků, kněží se přeměnili v uzavřenou kastu a venkovští rolníci v třídu nevolníků. Představy autorů, zabývajících se trojím lidem, se však často různí. Například pod pojmem laboratores nebyl vždy rozuměn venkovský lid, nevolníci, ale spíše ekonomicky produktivní elita. Terminologický výklad ztěžují nepřesnosti jazyka a vývoj významu jednotlivých latinských termínů. Zdá se však, že trojdílné schema složení raně středověké západoevropské společnosti rámcově odpovídalo. 
Platnost koncepce trojího lidu byla narušena až v okamžiku, kdy se objevila nová společenská vrstva, městští obchodníci a řemeslníci, která neměla v původní představě místo. Proto se schema trojdílné společnosti používalo od druhé poloviny 12. století s výjimkou literatury již méně a ve 13. století v podstatě vymizelo. Vystřídala ho mnohem složitější představa hierarchizované stavovské společnosti.
Všechny tři skupiny (vrstvy) obyvatelstva měly ve společnosti svoji nezastupitelnou úlohu. Rolníci ji živili prací svých rukou. Šlechta organizovala a řídila chod společnosti a zajišťovala jí ochranu proti nepřátelům. Duchovenstvo seznamovalo s křesťanskou vírou, pečovalo o náboženský život věřících, šířilo kulturu a vzdělanost. 
Ve středověké představě o trojím lidu v podstatě chyběly ženy. Přesto byla role ženy ve společnosti zcela jasně vymezena. Neurčovalo ji to, co dělala, ale pohlaví. Žena byla především rodička a bohatá nevěsta – dědička. Jejím úkolem bylo vdát se, zajistit pokračování manželova rodu a přinést do něj majetek. To platilo pro všechny majetnější vrstvy obyvatelstva.

## Společnost trojího lidu ve spisech českých autorů
Představa o tripartitní společnosti byla v Čechách přijímána ještě reformními mysliteli, například Tomášem ze Štítného, Janem Husem a měšťanskými husitskými ideology. Teprve Petr Chelčický ve svém spisu O trojiem lidu řeč, napsaném pravděpodobně roku 1425, tradiční dělení společnosti na církev, šlechtu a dělný lid odvážně zavrhl, neboť podle Nového zákona jsou si všichni lidé rovni.
Podobnou druhovou číslovku obsahuje i středověké označení dvojí lid, které však označuje soužití katolických pánů s pány podobojí.